# قائمة أدوات مختبر الكيمياء
الكيمياء هو علم المادة وتحديدًا فهو علم يدرس خواص المادة، وبنيتها، وتركيبها، وسلوكها، وتفاعلاتها، ووتداخلاتها التي تحدثها. ولدراسة المواد يحتاج الكيميائيون عادةً إلى مختبر وأدوات إذ إن الكيمياء كما له جانب نظري فله جانب عملي، ولعل الجانب العملي هو الجانب الأكثر ارتباطًا بالكيمياء.

## المختبر الكيميائي
تتواجد المختبرات الكيميائية عادةً في المنشآت العلمية، كالمدارس، والمعاهد، والجامعات، وكذلك في المستشفيات، والمراكز الصحية، ومراكز الأبحاث والمؤسسات البحثية، إضافةً إلى الجهات الحكومية التي تهتم بإجراءات الرقابة، والتحقيق، وتقديم التوصيات، كمراكز الشرطة، والتحكم بالجودة، ومراقبة الأغذية؛ كما يقوم الكثير من المتخصصين والهواة بإنشاء مختبراتهم الخاصة لأغراض التسلية، أو البحث العلمي المستقل.

## السلامة في المختبر
مختبر الكيمياء مكان للتجريب والتعلم. لذا على الشخص أن يتحمل مسؤولية سلامته الشخصية وسلامة من يعملون بالقرب منه. الحوادث عادةً يسببها الإهمال، إلا أنه يمكن المساعدة على منعها بالاتباع الدقيق للتعليمات المتضمنة في هذا الدليل، وفيما يلي بعض قواعد السلامة التي تساعد على حماية النفس والآخرين من التعرض للإصابات في المختبر:
1. حاول عدم العمل في المختبر لوحدك.
2. ادرس التجربة قبل مجيئك إلى المختبر.
3. يجب لبس النظارة الواقية، وارتداء معطف المختبر في أي وقت تعمل فيه في المختبر. كما يجب ارتداء القفازين كل مرة تستعمل فيها المواد الكيميائية؛ لأنها تسبب التهيج، وقد يمتصها الجلد.
4. يُحظَر وضع عدسات لاصقة في المختبر، حتى لو كنت تلبس نظارة واقية، فالعدسات تمتض الأبخرة، ويصعب إزالتها في الحالات الطارئة.
5. يجب ربط الشعر الطويل إلى الخلف لتجنب اشتعاله.
6. تجنب لبس الحلي المدلاة، والملابس الفضفاضة، فالملابس الفضفاضة قد تشتعل، كما أنها تشتبك بالأدوات المختبرية، وكذلك الحلي.
7. البس أحذية مغلقة تغطي القدم تمامًا؛ فالأحذية المكشوفة غير مسموح بها في المختبر.
8. اعرف مكان طفاية الحريق، ورشاش الماء، ومغسلة العينين، وبطانية الحريق، وصيدلية الإسعاف الأولية، واعرف أيضًا كيف تستعمل أدوات السلامة المتوافرة.
9. تعامل مع المواد الكيميائية بحذر، وتفحص بطاقة المعلومات التي على العبوات قبل أخذ أي كميات منها؛ خصوصًا قبل استعالها.
10. لا ترجع المواد الكيميائية الفائضة إلى عبواتها الأصلية.
11. لا تأخذ عبوات المواد الكيميائية إلى مكان عملك واستعمل أنابيب اختبار، أو أوراقًا، أو كؤوسًا للحصول على ما يلزمك منها. خذ كميات قليلة فقط؛ لأن الحصول على كمية إضافية أسهل من التخلص من الفائض.
12. لا تدخل القطَّارات في عبوات المواد الكيميائية مباشرةً، بل اسكب قليلًا منها في كأس.
13. لا تتذوق أو تشم أي مادة كيميائية أبدًا.
14. يُمنَع الأكل والشرب ومضغ العلكة في المختبر.
15. استعمل مالئة الماصة عند سحب المواد الكيميائية، ولا تسحبها بفمك أبدًا.
16. إذا لامسَت مادة كيميائية عينيك أو جلدك فاغسلها مباشرةً بكميات كبيرة من الماء، وأخبِر أحد المختصين المتواجدين معك في المختبر.
17. احفظ المواد القابلة للاشتعال بعيدًا عن اللهب (الكحول مواد سريعة الاشتعال).
18. لا تتعامل مع الغازات السامة والقابلة للاحتراق إلا تحت إشراف مختص. واستعمل مثل هذه المواد داخل خزانة الغازات.
19. عند تسخين مادة في أنبوب اختبار كن حذرًا، فلا تُوجِّه فوهة الأنبوب نجاه جسمك أو تجاه شخص آخر، ولا تنظر أبدًا في فوهة الأنبوب.
20. توخَّ الحذر، واستعمل أدوات مناسبة عند الإمساك بالزجاج والأجهزة الساخنة. الزجاج الساخن لا يختلف في مظهره في الزجاج البارد.
21. تعرَّف الطريقة الصحيحة لتحضير محاليل الأحماض، وأضِف دائمًا الحمض ببطء إلى الماء.
22. حافظ على كفة الميزان نظيفة، ولا تضع أبدًا المواد الكيميائية في كفة الميزان مباشرةً.
23. لا تسخن المخابير المدرجة، أو السحاحات، أو الماصات باستعمال اللهب.
24. بعد أن تكمل التجربة، نظِّف الأدوات وأعدها إلى أماكنها، ونظِّف مكان العمل، وتأكد من إغلاق مصادر الغاز والماء، واغسل يديك بالماء والصابون قبل أن تغادر المختبر.

## قائمة بصور أدوات المختبر الكيميائي

جفنة
حامل أنابيب الاختبار، وأنابيب الاختبار
حامل معدني وحلقة معدنية، وموقد نار
دورق مخروطي
زجاجة ساعة
ساق زجاجية
سحاحة
سخان كهربائي
سدادة من الفلين
سدادة مطاطية
شبكة تسخين
شريحة مجهر، وغطاء شريحة
طبق بتري
فرشاة لتنظيف أنابيب الاختبار
قطارة
قمع زجاجي
كؤوس زجاجية مدرجة
ماسك أنابيب الاختبار
ماصة
ماصة مدرجة
مالئة ماصة
مثلث تسخين
مجهر ضوئي مركب
مخبار مدرج
مدق
مقياس درجة الحرارة (مقياس حراري)
ملعقة
ميزان رقمي
ورق ترشيح